# Britain's Next Top Model (mùa 3)
Britain's Next Top Model, Mùa thi 3 là chương trình thứ ba của phiên bản truyền hình thực tế Britain's Next Top Model, dựa trên bản gốc America's Next Top Model do Tyra Banks sáng lập. Mùa thi này được phát sóng trên kênh LIVING TV.
Điểm đến quốc tế được chọn là Rio de Janeiro dành cho top 4.
Người chiến thắng có cơ hội sở hữu: Một hợp đồng với công ty quản lý người mẫu Models 1, một hợp đồng quảng cáo với Ruby & Millie và lên ảnh bìa cùng 6 trang biên tập cho tạp chí Company.
Kết quả, Lauren McAvoy, cô gái 20 tuổi đến từ Vickford đã chiến thắng.

## Các thí sinh
Tính tuổi lúc tham gia ghi hình
| Thí sinh         | Tuổi | Chiều cao               | Quê quán          | Bị loại ở | Hạng |
| ---------------- | ---- | ----------------------- | ----------------- | --------- | ---- |
| Dani Lawrence    | 20   | 1,75 m (5 ft 9 in)      | Durham            | Tập 1     | 12   |
| Krystal Hancock  | 22   | 1,78 m (5 ft 10 in)     | Swansea, Wales    | Tập 2     | 11   |
| Abigail Galatia  | 19   | 1,82 m (5 ft 11+1⁄2 in) | Cornwall          | Tập 3     | 10   |
| Natalie Nwagbo   | 22   | 1,80 m (5 ft 11 in)     | Luân Đôn          | Tập 4     | 9    |
| Holly Ritchie    | 19   | 1,70 m (5 ft 7 in)      | Glasgow, Scotland | Tập 5     | 8    |
| Carly Thompson   | 18   | 1,73 m (5 ft 8 in)      | Plymouth          | Tập 6     | 7    |
| Sherece Campbell | 23   | 1,72 m (5 ft 7+1⁄2 in)  | Sheffield         | Tập 7     | 6    |
| Lucy Bennett     | 20   | 1,70 m (5 ft 7 in)      | Cheltenham        | Tập 8     | 5    |
| Stefanie Webber  | 20   | 1,78 m (5 ft 10 in)     | Chelsea           | Tập 9     | 4    |
| Rebecca White    | 19   | 1,76 m (5 ft 9+1⁄2 in)  | Manchester        | Tập 10    | 3    |
| Louise Watts     | 20   | 1,74 m (5 ft 8+1⁄2 in)  | Essex             | Tập 10    | 2    |
| Lauren McAvoy    | 20   | 1,73 m (5 ft 8 in)      | Vickford          | Tập 10    | 1    |

## Các tập

### Tập 1
Khởi chiếu: 2 tháng 7 năm 2007
12 cô gái mới đã được gặp nhau tại một tòa nhà để bắt đầu cuộc thi. Sau đó, họ được gặp Lisa và ngay lập tức phải tự trang điểm, làm tóc và thay đồ cho buổi phỏng vấn với Hilary Alexander trong khi được chụp hình trước những tay săn ảnh. Sau đó, các cô gái được di chuyển tới ngôi nhà chung của họ. Ngày hôm sau, họ được gặp nhà thiết kế Nathan Jenden cho thử thách trình diễn thời trang trong thiết kế của anh, Natalie chiến thắng thử thách và cô chọn Abigail & Dani cho phần thưởng là được tham dự bữa tiệc thời trang Gharani Strok của London Fashion Week.
Ngày tiếp theo, các cô gái đã có buổi chụp hình đầu tiên dựa theo 12 tháng trong năm, khi họ sẽ hóa thân thành 1 tháng bất kì. Trong buổi chụp hình diễn ra thì Carly đã bị chấn thương ở chân. Vào buổi đánh giá ngày hôm sau với sự xuất hiện của giám khảo khách mời là Clive Arrowsmith, Lucy được gọi tên đầu tiên còn Dani là thí sinh đầu tiên bị loại.
- Nhiếp ảnh gia: Clive Arrowsmith
- Khách mời đặc biệt: Hilary Alexander, Nathan Jenden

### Tập 2
Khởi chiếu: 9 tháng 7 năm 2007
11 cô gái còn lại được gặp Jonathan và huấn luyện viên catwalk Otis Isles cho một buổi học catwalk trong đồ lót đen và Natalie thể hiện tốt nhất, nhưng trước khi buổi tập diễn ra thì Louise đã bật khóc vì tự ti với cơ thể còn Carly không thể tham gia do bị chấn thương ở tập trước. Sau đó, họ đã có thử thách trình diễn thời trang trong váy thiết kế, trong khi họ phải đi chân trần trên những mảnh thủy tinh vỡ. Kết quả là Louise chiến thắng thử thách và sẽ được giữ lại trang phục cô dang mặc, đồng thời cô chọn Lauren & Natalie cho phần thưởng nữa là được tham dự bữa tiệc cocktail với ca sĩ JC Chasez của NSYNC, trong khi những cô gái còn lại phải dọn dẹp ngôi nhà chung.
Ngày hôm sau, họ được đưa tới tiệm salon của Daniel Galvin cho diện mạo mới của mình. Ngày tiếp theo, các cô gái được đưa tới một khu rừng cho buổi chụp hình tiếp theo tạo dáng bên trong một chiếc ống treo lơ lửng trên cao. Vào buổi đánh giá ngày hôm sau với sự xuất hiện của giám khảo khách mời là Christopher Bissell, Rebecca được gọi tên đầu tiên còn Krystal là thí sinh tiếp theo bị loại.
- Nhiếp ảnh gia: Christopher Bissell
- Khách mời đặc biệt: Otis Isles, JC Chasez, James Galvin, Daniel Galvin

### Tập 3
Khởi chiếu: 16 tháng 7 năm 2007
10 cô gái còn lại được gặp Lisa tại Trường Ballet Quốc gia Anh cho một buổi học múa balê với vũ công Louise Halliday. Ngày hôm sau, họ được gặp đạo diễn Lesley Goring tại sân trượt băng Planet Ice cho thử thách trình diễn thời trang trong lông thú giả, trong khi họ phải đi bằng giày trượt trên sân trượt tuyết. Kết quả là Stefanie chiến thắng thử thách và cô chọn Carly, Rebecca & Sherece cho phần thưởng là một buổi thư giãn spa, trong khi những cô gái còn lại phải nấu bữa tối cho họ.
Ngày tiếp theo, các cô gái đã có buổi chụp hình tiếp theo hóa thân thành nữ hoàng tuyết, trong khi họ sẽ tạo dáng cùng với một vũ công nam. Sau đó, họ được đưa tới khách sạn Ballroom để thể hiện kĩ năng catwalk của họ trước mặt Jonathan và siêu mẫu Janice Dickinson và Holly thể hiện tốt nhất. Vào buổi đánh giá ngày hôm sau với sự xuất hiện của giám khảo khách mời là Louise Halliday, Louise được gọi tên đầu tiên còn Abigail là thí sinh tiếp theo bị loại.
- Nhiếp ảnh gia: J.P. Masclet
- Khách mời đặc biệt: Louise Halliday, Lesley Goring, Janice Dickinson

### Tập 4
Khởi chiếu: 23 tháng 7 năm 2007
9 cô gái còn lại được gặp diễn viên hài Caroline Reid tại The Pigalle Club và mỗi người sẽ được hóa thân thành một nhân vật quốc tịch khác cho thử thách diễn hài độc thoại trước mặt khán giả. Kết quả là Holly chiến thắng thử thách và cô chọn Lucy & Natalie cho phần thưởng là một buổi đi xem nhạc kịch Wicked và được gặp diễn viên chính Adam Garcia ngay sau đó. Ngày hôm sau, họ đã có một buổi học diễn xuất với huấn luyện viên diễn xuất Geoff Colman.
Ngày tiếp theo, các cô gái được đưa tới một ngôi nhà theo phong cách thập niên 1950 cho buổi chụp hình tiếp theo hóa thân thành những bà nội trợ của thập niên 1950, trong khi họ sẽ phải tỏ ra trả thù người chồng theo những cách khác nhau. Vào buổi đánh giá ngày hôm sau với sự xuất hiện của giám khảo khách mời là Caroline Reid, Carly được gọi tên đầu tiên còn Natalie là thí sinh tiếp theo bị loại.
- Nhiếp ảnh gia: John Paul Pietrus
- Khách mời đặc biệt: Caroline Reid, Adam Garcia, Geoff Colman

### Tập 5
Khởi chiếu: 30 tháng 7 năm 2007
8 cô gái còn lại được gặp doanh nhân Caprice Bourret tại trung tâm mua sắm Debenhams cho thử thách chọn 2 trang phục dự tiệc trưa & dự tiệc tùng hợp với họ nhất trong 15 phút. Kết quả là Holly, Rebecca & Stefanie chiến thắng thử thách và nhận được một bộ đồ lót từ By Caprice. Ngày hôm sau, họ được đưa tới Học viện Finishing cho một buổi bắn chim bồ câu với 2 tay bắn súng Jonathan Tiby & Timothy Cole, trước khi huấn luyện viên lễ nghi Jill Pollitt cho họ thử thách lễ nghi trên bàn tiệc trưa, khi họ sẽ phải ứng xử như một quý cô trước mặt những chàng trai trong bữa trưa. Kết quả là Rebecca chiến thắng thử thách và cô chọn Sherece cho phần thưởng là được trải nghiệm làm kem tại cửa hàng tráng miệng của trung tâm mua sắm Harrods.
Ngày tiếp theo, các cô gái đã có buổi chụp hình tiếp theo tạo dáng khỏa thân cùng với trang sức kim cương và Paula đã đề nghị Lauren nên cắt ngắn lại mái tóc của cô. Quay về ngôi nhà chung, hai nhà tạo mẫu tóc đã đợi Lauren để cho cô diện mạo mới khác. Vào buổi đánh giá ngày hôm sau với sự xuất hiện của giám khảo khách mời là Jill Pollitt, Stefanie được gọi tên đầu tiên còn Holly là thí sinh tiếp theo bị loại.
- Nhiếp ảnh gia: Uli Weber
- Khách mời đặc biệt: Caprice Bourret, Jill Pollitt, Jonathan Tiby, Timothy Cole, Mohamed Al-Fayed

### Tập 6
Khởi chiếu: 6 tháng 8 năm 2007
7 cô gái còn lại được đưa tới Café de Paris cho một buổi quay video âm nhạc Cecilie của nhóm The Wolfmen, khi họ sẽ được hóa thành những nhân vật khác nhau và tỏa sáng nhất có thể. Kết quả là Lauren, Lucy & Rebecca thể hiện tốt nhất và sẽ được trải nghiệm ghi âm bài hát với 2 nhà sản xuất âm nhạc Johnny De'Ath & Reuben Shaljean. Ngày hôm sau, họ đã có một buổi casting cho Gharani Strok.
Ngày tiếp theo, các cô gái đã có buổi chụp hình tiếp theo cho bộ sưu tập Thu/Đông 2007 của Mamas & Papas, khi họ sẽ tạo dáng trong khi mặc chiếc bụng bầu giả và sau đó tạo dáng cùng với những em bé sơ sinh. Quay về ngôi nhà chung, họ đã tiệc tùng cho sinh nhật của Sherece. Vào buổi đánh giá ngày hôm sau với sự xuất hiện của giám khảo khách mời là Elaine Welch, Rebecca được gọi tên đầu tiên còn Carly là thí sinh tiếp theo bị loại.
- Nhiếp ảnh gia: Kevin Peschke
- Khách mời đặc biệt: Paul Hills, Chris Constantinou, Phil Harvey, Darren Hau, Eric Jimenez, Tilly Hardy, Roy Gayle, Johnny De'Ath, Reuben Shaljean, Nargess Gharani, Vanya Strok, Miguel Bascones, Elaine Welch

### Tập 7
Khởi chiếu: 13 tháng 8 năm 2007
Huấn luyện viên cá nhân Nicki Waterman đã đánh thức 6 cô gái còn lại dậy sớm cho một buổi tập thể dục. Sau đó, họ được nhìn thấy những tờ báo chí giả nói về họ, trước khi có một buổi phỏng vấn với nhà báo Victoria Newton để học cách đối phó với phóng viên. Các cô gái sau đó được gặp diễn viên Joan Rivers và nhận được một số trang sức từ QVC, trước khi có một bữa tối với Joan và Mark Evans từ Models 1. Ngày hôm sau, Lisa và tổng giám đốc Debbie Rix của Wonderbra đến gặp họ tại ngôi nhà chung cho thử thách casting cho Wonderbra, khi họ sẽ quay quảng cáo thử và phải tự nghĩ lời thoại cho mình. Kết quả là Stefanie chiến thắng thử thách và cô chọn Louise, Rebecca & Sherece cho phần thưởng là được tham dự bữa tiệc của người nổi tiếng tại khách sạn Café Royal, trong khi Lauren & Lucy sẽ phải làm nhân viên pha chế trong bữa tiệc.
Ngày tiếp theo, các cô gái được đưa tới một đường hầm bỏ hoang cho buổi chụp hình tiếp theo cho xe Vauxhall Tigra, khi họ sẽ hóa thân thành siêu anh hùng lơ lửng trên không và phải tạo nhiều dáng để gộp lại thành một tấm hình hoàn chỉnh. Vào buổi đánh giá ngày hôm sau với sự xuất hiện của giám khảo khách mời là Mark Evans, Louise được gọi tên đầu tiên còn Sherece là thí sinh tiếp theo bị loại.
- Nhiếp ảnh gia: Lars H.
- Khách mời đặc biệt: Nicki Waterman, Victoria Newton, Joan Rivers, Mark Evans, Max Clifford, Debbie Rix, Guy Burnet, Stuart Manning, Shelley Perkins

### Tập 8
Khởi chiếu: 20 tháng 8 năm 2007
5 cô gái còn lại được đưa tới quản lí người mẫu Models 1 cho một buổi phỏng vấn với Mark Evans, Alice Gibson & Debbie Jones. Sau đó, Mark đã thông báo cho họ rằng 4 trong số họ sẽ được tới Rio de Janeiro sắp tới. Quay về ngôi nhà chung, họ đã có một buổi nói chuyện với Lisa. Ngày hôm sau, họ đã được đưa tới cửa hàng quần áo cổ điển Beyond Retro để lựa một bộ trang phục hợp với họ nhất cho thử thách casting cho tạp chí Company. Kết quả là Lauren, Rebecca & Stefanie thể hiện tốt nhất và sẽ được xem tin nhắn của người thân trong khi dung tiệc trà tối tại Khách sạn Savoy. 
Ngày tiếp theo, các cô gái được đưa tới Underwater Stage Studio cho buổi chụp hình tiếp theo tạo dáng dưới nước cho đồ uống Firefly Tonics. Vào buổi đánh giá ngày hôm sau với sự xuất hiện của giám khảo khách mời là Victoria White, Rebecca là người thể hiện tốt nhất trong buổi chụp hình nên sẽ được trở thành gương mặt mới cho Firefly Tonics. Kết quả là Rebecca được gọi tên đầu tiên còn Lucy là thí sinh tiếp theo bị loại.
- Nhiếp ảnh gia: Candice Farmer
- Khách mời đặc biệt: Mark Evans, Alice Gibson, Debbie Jones, Victoria White, Harry Briggs

### Tập 9
Khởi chiếu: 27 tháng 8 năm 2007
4 cô gái còn lại được đưa tới Rio de Janeiro và được di chuyển vào biệt thự sang trọng của họ. Sau đó, họ đã được thư giãn  tại bãi biển và chơi bóng chuyền với 4 chàng trai địa phương, trước khi có bữa tối với Lisa tại biệt thự. Ngày hôm sau, họ được đưa tới một nhà kho cho buổi chụp hình tiếp theo hóa thân thành những vũ công Carnival.
Ngày tiếp theo, các cô gái được gặp đạo diễn casting Fernanda Nakamura tại tầng thượng của một khách sạn cho thử thách diễn xuất bằng tiếng Bồ Đào Nha với một người mẫu nam, khi họ phải hôn nồng nhiệt và tát người mẫu nam. Kết quả là Rebecca chiến thắng thử thách và cô chọn Louise cho phần thưởng là một buổi dã ngoại trên du thuyền, trong khi Lauren & Stefanie phải bán trà đá dọc bãi biển. Vào buổi đánh giá ngày hôm sau với sự xuất hiện của giám khảo khách mời là Murillo Meirelles, Louise được gọi tên đầu tiên còn Stefanie là thí sinh tiếp theo bị loại.
- Nhiếp ảnh gia: Murillo Meirelles
- Khách mời đặc biệt: Fernanda Nakamura

### Tập 10
Khởi chiếu: 3 tháng 9 năm 2007
3 cô gái còn lại được đưa tới trạm cáp treo Sugarloaf và được di chuyển lên gặp vũ công Lucinha Nobre cho một buổi học múa Samba, trước khi có thử thách nhảy Samba theo nhạc và kết quả là Lauren chiến thắng thử thách. Ngày hôm sau, họ được đưa tới một bãi biển cho buổi chụp hình cuối cùng trong áo tắm với người mẫu nam. Vào buổi đánh giá với sự xuất hiện của giám khảo khách mời là Emmanuelle Bernard, Louise được gọi tên đầu tiên, tiếp theo là Lauren còn Rebecca là thí sinh cuối cùng bị loại.
Quay về biệt thự, Lauren & Louise được nhận một số lời khuyên từ Lisa. Ngày tiếp theo, họ đã có một buổi thử đồ và diễn tập với đạo diễn Felipe Veloso, trước khi tham gia vào buổi trình diễn thời trang cuối cùng cho nhà thiết kế Eliza Conde. Ngày hôm sau, họ đã thu dọn hành lí để rời khỏi biệt thự. Vào buổi đánh giá cuối cùng, Lauren trở thành quán quân thứ ba của Britain's Next Top Model.
- Nhiếp ảnh gia: Emmanuelle Bernard
- Khách mời đặc biệt: Lucinha Nobre, Felipe Veloso, Eliza Conde

## Thứ tự gọi tên
| Thứ tự | Tập      | Tập      | Tập      | Tập      | Tập      | Tập      | Tập      | Tập      | Tập      | Tập     | Tập    |
| Thứ tự | 1        | 2        | 3        | 4        | 5        | 6        | 7        | 8        | 9        | 10      | 10     |
| ------ | -------- | -------- | -------- | -------- | -------- | -------- | -------- | -------- | -------- | ------- | ------ |
| 1      | Lucy     | Rebecca  | Louise   | Carly    | Stefanie | Rebecca  | Louise   | Rebecca  | Louise   | Louise  | Lauren |
| 2      | Krystal  | Sherece  | Lucy     | Louise   | Sherece  | Lauren   | Rebecca  | Lauren   | Rebecca  | Lauren  | Louise |
| 3      | Louise   | Lauren   | Carly    | Rebecca  | Lucy     | Stefanie | Lauren   | Stefanie | Lauren   | Rebecca |        |
| 4      | Natalie  | Natalie  | Lauren   | Sherece  | Lauren   | Lucy     | Lucy     | Louise   | Stefanie |         |        |
| 5      | Rebecca  | Louise   | Holly    | Lucy     | Louise   | Sherece  | Stefanie | Lucy     |          |         |        |
| 6      | Stefanie | Lucy     | Rebecca  | Stefanie | Rebecca  | Louise   | Sherece  |          |          |         |        |
| 7      | Carly    | Holly    | Sherece  | Holly    | Carly    | Carly    |          |          |          |         |        |
| 8      | Sherece  | Abigail  | Natalie  | Lauren   | Holly    |          |          |          |          |         |        |
| 9      | Lauren   | Stefanie | Stefanie | Natalie  |          |          |          |          |          |         |        |
| 10     | Holly    | Carly    | Abigail  |          |          |          |          |          |          |         |        |
| 11     | Abigail  | Krystal  |          |          |          |          |          |          |          |         |        |
| 12     | Dani     |          |          |          |          |          |          |          |          |         |        |

     Thí sinh bị loại
     Thí sinh chiến thắng cuộc thi

### Buổi chụp hình
- Tập 1: 12 tháng trong năm
- Tập 2: Mắc kẹt trong ống kính
- Tập 3: Bà chúa tuyết
- Tập 4: Cách đánh ghen của các bà vợ thập niên 1950
- Tập 5: Khoả thân cùng kim cương
- Tập 6: Làm mẹ cho Mamas & Papas
- Tập 7: Siêu nữ với xe Vauxhall Tigra
- Tập 8: Ảnh chụp dưới nước cho Firefly Tonics
- Tập 9: Carnival
- Tập 10: Áo tắm ở bãi biển với người mẫu nam

### Thay đổi vẻ ngoài
- Abigail: Cắt ngắn mái ngố và thêm gợn
- Carly: Cắt ngắn và nhuộm đỏ/tím
- Holly: Tạo độ dày và tỉa ngắn vài khúc
- Krystal: Cắt ngắn
- Lauren: Nổi bồng. Sau vài tuần, chuyển thành tóc ngắn tới vai
- Louise: Cắt ngắn 1 khúc và thêm mái ngố
- Lucy: Tóc bob với mái ngố nhuộm đỏ
- Natalie: Cắt ngắn
- Rebecca: Cắt ngắn
- Sherece: Cắt ngắn
- Stefanie: Tóc bob ngắn tới má